# Медаль Эддингтона
Медаль Эддингтона (англ. Eddington Medal) — награда Королевского астрономического общества, присуждаемая ежегодно (до 2013 − раз в два года) за выдающиеся исследования в области теоретической астрофизики. Названа в честь выдающегося английского астрофизика сэра А. С. Эддингтона.

## Награждённые медалью Эддингтона
- 1953: Жорж Леметр
- 1955: Хендрик ван де Хюлст
- 1958: Х. У. Бэбкок
- 1959: Джеймс Стэнли Хей
- 1960: Роберт Аткинсон
- 1961: Ханс Альбрехт Бете
- 1962: Андре Лальман
- 1963: Аллан Сэндидж и Мартин Шварцшильд
- 1964: Херберт Фридман и Ричард Таузи
- 1965: Роберт Паунд[англ.] и Г. А. Ребка[англ.]
- 1966: Руперт Вильдт
- 1967: Роберт Кристи
- 1968: Роберт Хэнбери Браун и Р. К. Твисс[англ.]
- 1969: Энтони Хьюиш
- 1970: Тюсиро Хаяси
- 1971: Десмонд Кинг-Хеле[англ.]
- 1972: Поль Леду
- 1975: Стивен Хокинг и Роджер Пенроуз
- 1978: Уильям Альфред Фаулер
- 1981: Джим Пиблс
- 1984: Дональд Линден-Белл
- 1987: Богдан Пачински[англ.]
- 1990: Икко Ибен[англ.]
- 1993: Леон Местел
- 1996: Алан Харви Гут
- 1999: Роджер Блэндфорд
- 2002: Д. О. Гауг[англ.]
- 2005: Рудольф Киппенхан[англ.]
- 2007: Игорь Новиков
- 2009: Джим Прингл[англ.]
- 2011: Жиль Шабрие[англ.]
- 2013: Джеймс Бинни[англ.]
- 2014: Эндрю Кинг
- 2015: Рашид Сюняев
- 2016: Тони Белл[англ.]
- 2017: Кэти Кларк
- 2018: Клаудиа Марастон
- 2019: Бернард Шатц
- 2020: Стивен Балбус
- 2021: Хиранья Пейрис
- 2022 Alan Heavens[2]
- 2023 Моника Мосьцибродская[3]